# Casa Masover
La Casa Masover és una obra de Sabadell (Vallès Occidental) protegida com a Bé Cultural d'Interès Local.

## Descripció
Habitatge unifamiliar agrícola, entre mitgeres, format per planta baixa, dos pisos i golfa. Als baixos hi ha una gran porta d'entrada, les obertures són dues petites finestres i dos balcons no alineats. Al darrer pis hi ha les golfes amb porxo.

## Història
És un dels darrers exemples que es conserven de les construccions agrícoles de la ciutat preindustrial. La planta baixa era destinada a allotjar els estris del camp, les golfes per a guardar-hi la collita, mentre que les dues restants eren destinades a habitatge.